# 大衛·瓦伯頓

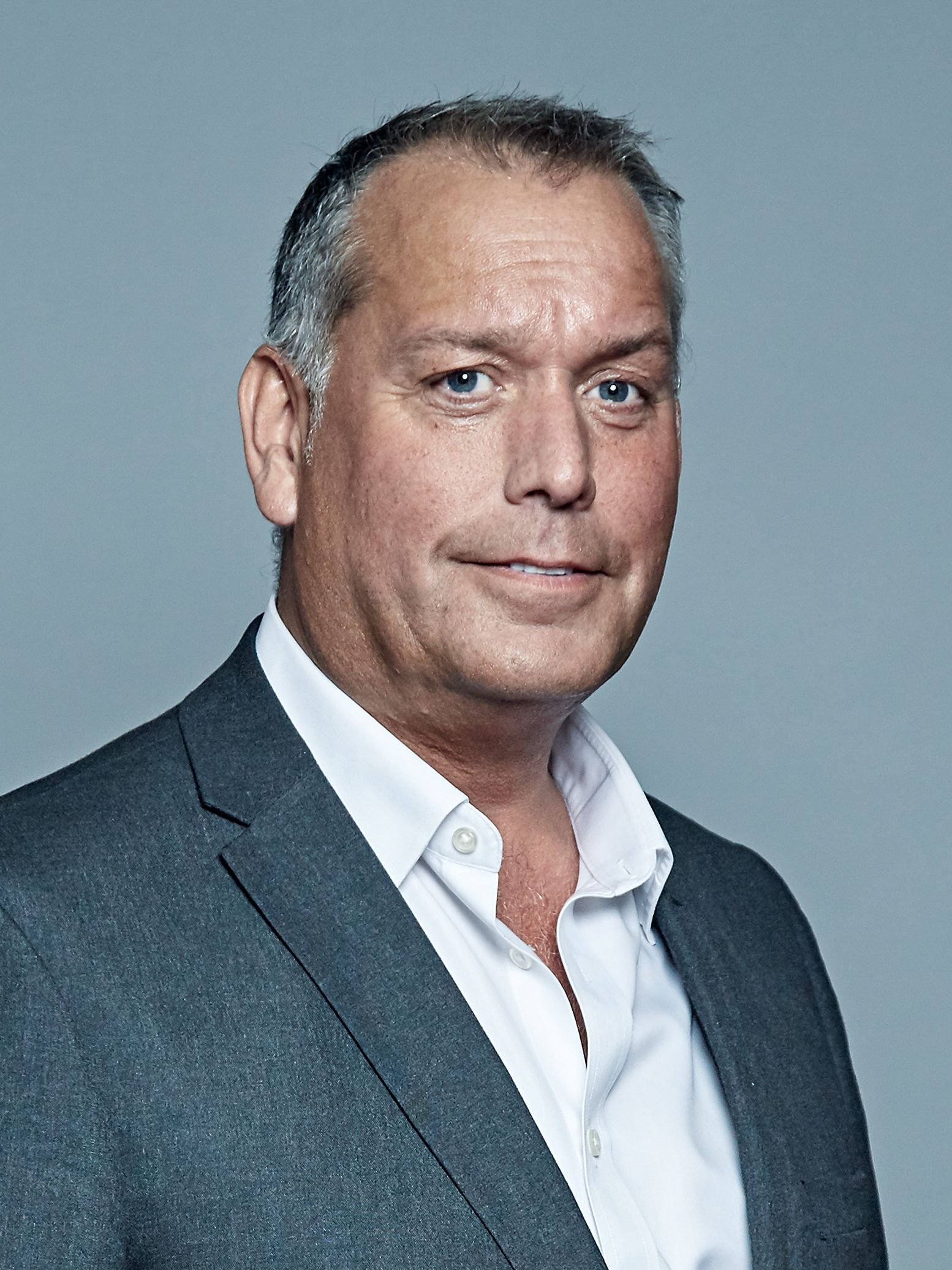

大衛·瓦伯頓（英語：David Warburton，1965年10月28日—）是一位英格蘭政治人物，他的黨籍是保守黨。他在2015年至2023年間擔任薩默頓和弗羅姆選區英國下議院議員。他是門薩俱樂部的成員。